# 悉尼·西亚梅
悉尼·西多·西亚梅（Sydney Sido Siame，1997年10月7日—）生于伊索卡，是一名赞比亚男子田径运动员，主攻短跑。他在2012年中学期间开始练习田径，2014年南京青奥夺得一枚金牌。2017年，他在卢萨卡进行的一场田径比赛中跑出9秒88的成绩，然而由于比赛计时系统问题，他的成绩未获国际田径联合会认证为全国纪录。